# Штеренберг Поліна Марківна
Поліна Марківна Ште́ренберг (16 лютого 1907, Гайсин — дата смерті невідома) — українська радянська вчена в галузі захисту рослин, доктор сільськогосподарських наук з 1961 року.

## Біографія
Народилася 16 лютого 1907 року в місті Гайсині (тепер Вінницька область, Україна). 1931 року закінчила Одеський сільськогосподарський інститут; в 1936 році — Інститут прикладної зоології та фітопатології в Ленінграді. Член ВКП(б) з 1947 року.
З 1952 року — старший науковий співробітник Українського науково-дослідного інституту виноградарства і виноробства імені В. Є. Таїрова.

## Наукова діяльність
Основні наукові дослідження присвячені вивченню хвороб винограду в Україні. Встановила інфекційний характер плямистого некрозу, всебічно вивчила біологію його збудника і розробила заходи боротьби з хворобою. Автор понад 120 робіт, в тому числі понад 100 щодо захисту винограду. Серед робіт:
- «Вредители и болезни винограда и борьба с ними». — Одеса, 19611 (у співавторстві);
- «О пятнистом некрозе виноградной лозы». — Наукові праці / Український НДІВіВ імені В. Є. Таїрова, 19611, том 2;
- «Защита винограда от вредителей и болезней: Новые исследования по филлоксероустойчивости и пятнистому некрозу винограда». — Київ. 1964 (у співавторстві);
- «Вредители и болезни винограда». — Київ, 1967 (у співавторстві).